# Os vellos non deben de namorarse
Os vellos non deben de namorarse (castellano: Los viejos no se deben enamorar) es una de las obras más populares del teatro gallego. La obra fue escrita "para regalía del pueblo gallego" por el escritor Alfonso Daniel Rodríguez «Castelao», en la ciudad de Nueva York (Estados Unidos), como remedio para "matar las horas de nostalgia".
Se estrenó el 14 de agosto de 1941 en el teatro Mayo de Buenos Aires (Argentina) y, desde entonces, no dejó de representarse. En palabras del autor esta obra fue fruto de la combinación de dos sensibilidades: la literaria y, también, la imaginación plástica del pintor.
La obra, escrita con la convicción de que el redundante -recurso que en la literatura gallega se presenta frecuentemente y que tiene raíz  popular- tiene sumo valor expresivo, fue dirigida en su primera representación por el propio Castelao, quien además de la escenografía. El carácter repetitivo de Los viejos no deben enamorarse se basa en el hecho de ser una trilogía, compuesta por tres versiones (lances), encuadradas entre un prólogo y un epílogo de un mismo esquema dramático.
Castelao escribió primeramente el tercer lance contando, como en los otros dos, la historia de un viejo que se enamora de una joven. Los personajes son personajes-tipo equivalentes, aunque de diferente extracción social, que componen historias cerradas y yuxtapuestas. Al final de la obra, un epílogo reúne a los tres viejos muertos en el cementerio, para que ellos cuenten el propósito de la farsa.